# Luis Martín Barraza Beltrán
Luis Martín Barraza Beltrán (ur. 22 listopada 1963 w Ciudad Camargo) – meksykański duchowny rzymskokatolicki, biskup Torreón od 2017.

## Życiorys
Święcenia kapłańskie otrzymał 17 czerwca 1988 i został inkardynowany do archidiecezji Chihuahua. W 1995 wstąpił do Instytutu Kapłańskiego Prado. Przez wiele lat pracował w archidiecezjalnym seminarium jako prefekt studiów (2000–2002), ojciec duchowny (2010–2013) oraz rektor (2013–2017).
9 września 2017 papież Franciszek mianował go biskupem diecezjalnym diecezji Torreón. Sakrę biskupią otrzymał 29 listopada tegoż roku z rąk nuncjusza apostolskiego w Meksyku, Franco Coppoli.